# Maatkaré
Maatkaré (Mutemhat) ókori egyiptomi főpapnő, Ámon isteni felesége a XXI. dinasztia idején.
Apja I. Pinedzsem, aki i. e. 1070-től Ámon thébai főpapja és a déli országrész de facto uralkodója volt, majd i. e. 1054-ben fáraóvá kiálttatta ki magát. Anyja Duathathor-Henuttaui, XI. Ramszesz fáraó lánya. Apja uralkodása alatt kapta meg az Ámon isteni felesége címet, mely ebben az időben egyre nagyobb jelentőségre tett szert; ő volt az első Ámon-papnő, aki fáraóhoz hasonlóan uralkodói nevet vett fel. Családtagjai is jelentős pozíciókat töltöttek be: egy fivéréből fáraó, háromból pedig főpap, egy lánytestvéréből királyné lett. Testvérének, Menheperré főpapnak az unokája, Henuttaui követte Ámon isteni feleségeként.
Több ábrázolása is fennmaradt: egy fiatalkori a luxori templomban (lánytestvéreivel, Henuttauival és Mutnedzsmettel), főpapnőként a karnaki Honszu-templom homlokzatán és egy szobron, ami ma Marseille-ben található.
Eredeti sírhelye ismeretlen; a DB320-as rejtekhelyen találták meg múmiáját, koporsóit és usébtijeit, több más családtagjáéval együtt. Korábban úgy hitték, egy gyermek múmiáját temették el vele (ami azért érdekes, mert a XXI. dinasztia idején Ámon isteni felesége rendszerint cölibátusban élt), de a későbbi vizsgálatok kimutatták, hogy egy házikedvencként tartott kismajom múmiája az.